# Ancara niveorbis
Ancara niveorbis är en fjärilsart som beskrevs av W. Warren 1913. Ancara niveorbis ingår i släktet Ancara och familjen nattflyn. Inga underarter finns listade i Catalogue of Life.